# Човек
Човекът, наричан също разумен човек (Homo sapiens), е вид едър бозайник, единственият съвременен представител на трибус Hominini. Заедно с шимпанзетата, горилите и орангутаните, той образува семейството на Човекоподобните (Hominidae).
Човекът е сухоземно животно, което се характеризира с изправен стоеж и бипедална локомоция, фина моторика на ръцете и широко използване на инструменти, както и усложнена употреба на езика в сравнение с останалите животни, по-голям и усложнен мозък и формиране на високо организирани общества. Социалните структури на човешките популации са особено комплексни, състоят се от сътрудничещи и конкуриращи се групи, на различни нива – от малко семейство и партньорство до различни сдружения на политическа, научна, икономическа и религиозна основа. Обществените взаимодействия между хората водят до установяване на разнообразни социални норми, ритуали, традиции, закони, които са в основата на човешкото общество. Хората имат и добре развит усет за красота и естетика, в комбинация с желание за самоизява, което води до културни нововъведения като изкуство, литература и музика.
Човек се отличава и с желанието си да разбира и влияе на света около себе си, в търсене на обяснение и начин за използване на природните явления. Това желание води до възникване на науката, митологията и религията. Вроденото любопитство води до развитието на разнообразни предмети и умения. Човекът е уникален вид, единственият, който пали огън, готви храната си, шие си дрехи и използва многобройни други технологии.

## Наименование и дефиниция
Българската дума „човек“ произлиза от праславянската форма *čelověkъ и нейния съкратен вариант *čьlověkъ. Тя се разглежда като съставена от две части. Първата от тях, с която се свързва и произхода на думата „челяд“, е čelo със значение „род“ и сходни форми в други индоевропейски езици – kúlam („стадо“, „множество“, „семейство“, „род“) в древните индийски езици, τελος („тълпа“) в гръцкия, cland, clan („потомство“, „род“) в ирландския, kìltis („род“) в литовския. За втората част има две основни хипотези. Едната я свързва с думите vaikas („момче“, „дете“) на литовски, vaiks („момче“, „дете“) на латвийски и waix („слуга“) на пруски. Според другата хипотеза věkъ означава „сила“, което се свързва с думи като увечье („осакатяване“) на руски или обезвекнуть („отслабвам“) в някои руски диалекти.
Видовото номенклатурно наименование Homo sapiens е създадено от Карл Линей, който през 18 век полага основите на съвременната биологична систематика със своя труд „Systema Naturae“ и описва самия себе си като лектотипен екземпляр на вида. Родовото име Homo е производно на латинското homō („човек“), което от своя страна произлиза от старолатинската форма hemō („земно същество“; сродна с думата „хумус“) и протоиндоевропейския корен *dʰǵʰemon- („земя“). Видовото име sapiens означава „мъдър“, „разумен“.
С откриването и изследването на изкопаемите предшественици на съвременния човек значението на думата „човек“ се променя, тъй като ясната в миналото граница между човека и човекоподобните маймуни постепенно се размива, и днес понятието обхваща няколко различни биологични вида. Днес в научната употреба „човек“ може да се отнася за всеки член на рода Homo. Освен това в рамките на самия вид Homo sapiens се прави разграничение между анатомично съвременен човек и архаичен човек, като второто понятие се отнася за най-ранните изкопаеми представители на вида. Понякога форми като неандерталците се класифицират като подвидове на Homo sapiens – Homo sapiens neanderthalensis. Все пак в ежедневната реч и в тази статия понятието „човек“ се използва за единствената съвременна форма на рода – анатомично и поведенчески съвременния  Homo sapiens.

## История

### Еволюция
Научните изследвания на човешката еволюция обхващат изучаване на развитието на рода Човек, реконструиране еволюционната дивергенция на предшествениците на човека от останалите хоминини (общите предшественици на хората и шимпанзетата), човекоподобни и примати. Съвременните хора спадат към вида Homo sapiens, по-точно към неговия подвид Homo sapiens sapiens.

#### Данни от молекулярната биология
Най-близките съществуващи днес родственици на хората са горилите и шимпанзетата. С напредъка в проучванията на генома на хората и шимпанзетата днес сходството между ДНК последователностите на двата рода се оценяват на 95 до 99%. Техниката на молекулярния часовник, която оценява времето, необходимо за натрупване на дадено количество дивергентни мутации между два филогенни клона, дава възможност за определяне на приблизителната дата на разделяне между отделните клонове. Първите групи, отделили се от клона на хоминоидите са гибоните (Hylobatidae) и орангутаните (Pongo), последвани от горилите (Gorilla) и шимпанзетата (Pan). Времето на разделяне на хората от шимпанзетата е преди около 4 – 8 милиона години, по време на късния миоцен.

#### Данни от фосилните находки
Съществуват малко фосилни свидетелства за дивергенцията на горилите, шимпанзетата и хората. Най-ранните фисили, за които има предположения, че са на преки предшественици на хората, са Sahelanthropus tchadensis (на възраст 7 милиона години), Orrorin tugenensis (5,7 милиона години) и Ardipithecus kadabba (5,6 милиона години). За всеки от тези видове се допуска, че е бипедален предшественик на по-късните хора, но в същото време тези хипотези са спорни. Възможно е също така тези видове да са предшественици на друг клон африкански човекоподобни или да са общ предшественик на хората и други човекоподобни. Въпросът за връзката на тези ранни фосилни видове с произхода на хората все още не е разрешен.
Преди около 4 милиона години, вероятно от някой от посочените ранни видове, еволюира групата Australopithecines. По-късно тя се разделя на масивен и грацилен клон. Представители на втория клон, може би Australopithecus garhi, са непосредствените предшественици на рода Homo.
Най-ранният представител на рода Homo е Homo habilis, еволюирал преди около 2,3 милиона години. Това е първият вид, за който има убедителни свидетелства, че е използвал каменни инструменти. Мозъкът на тези ранни хора е с приблизително същия размер, както при шимпанзетата, а основната им адаптация е бипедализмът, насочен към наземния начин на живот. През следващите 1 милион години започва процесът на енцефализация, като при вида Homo erectus обемът на черепа е вече два пъти по-голям.
Homo erectus са първите хора, които напускат Африка, придвижвайки се към Евразия преди 1,3 до 1,8 милиона години. Смята се, че този вид е първият, който започва да използва огън и сложни инструменти. Една от популациите на H. erectus, понякога класифицирана и като самостоятелен вид (Homo ergaster), остава в Африка и еволюира в Homo sapiens. Най-старите преходни фосили между H. ergaster/erectus и H. sapiens, като Homo rhodesiensis, са открити в Африка, но подобни форми са известни и от находките в Дманиси, Грузия.
Разселването на произлезлите от H. erectus форми в Евразия протича преди около 500 хиляди години, като сред тях са H. antecessor, H. heidelbergensis и H. neanderthalensis. Най-старите фосили на анатомично съвременни хора са от епохата на средния палеолит, като тези от находките в Омо, Етиопия, на възраст 200 хиляди години.

#### Анатомични адаптации
Еволюцията на човека се характеризира с определени морфологични, физиологични и поведенчески промени, протекли от обособяването на последния общ предшественик на хората и шимпанзетата. Най-значимите сред тези адаптации са ходенето на два крака (бипедализъм), увеличеният размер на мозъка, удължената онтогенеза и намаленият полов диморфизъм. Връзките между тези промени са предмет на продължаващи и днес дискусии. Друга важна морфологична промяна е еволюцията на захвата на ръката – промяна, появила се за пръв път при H. erectus.
Бипедализмът е базова адаптация на еволюционния клон на трибус Hominini и се смята за основна причина за поредица скелетни изменения, общи за всички двукраки Hominini. За най-ранен двукрак представител се смята сахелантропът или Orrorin tugenensis, последвани малко по-късно от напълно бипедалните ардипитеци. Приблизително по същото време се обособяват горилите и шимпанзетата, като сахелантропът или Orrorin tugenensis може би са последният им общ предшественик с хората. Ранните двукраки с времето еволюират в Australopithecina, а след това в род Homo. Има няколко различни теории за адаптационната стойност на бипедализма. Възможно е негово предимство да е освобождаването на ръцете за достигане и носене на храна, спестяването на енергия при придвижване, възможността за тичане на дълги разстояния и ловуване или избягването на хипертермия чрез намаляване на изложената на слънцето повърхност от тялото.
Основните антропологични особености на човека, отличаващи го от неандерталците (Homo neanderthalensis или Homo sapiens neanderthalensis) и Изправения човек (Homo erectus) е обемистия череп с висок свод, вертикално издигащо се чело, отсъствие на надочна възглавница, добре развита брадичка.
Изкопаемите хора имали малко по-масивен скелет от съвременните хора. Древните хора създали богата къснопалеолитна култура (разнообразни оръдия от камък, кости и рога, жилища, шити дрехи, полихромна живопис по стените на пещери, скулптури, гравировка върху кости и рога). Най-старите от известните костни обработки по радиовъглеродния метод са датирани на 39 хил. години, като най-вероятно, неоантропите са се появили преди 70 – 60 хил. години. Неоантроп (на старогръцки: νέος – нов и на старогръцки: ἄνθρωπος – човек) е обобщено название на съвременния вид човек (Homo sapiens), изкопаемите и сега живеещите.

## Местообитания и популация
Първите човешки селища са зависими от близостта на източник на вода и, в зависимост от начина на живот на съответната група хора, на други природни ресурси, като дивеч за ловуване или земя, годна за отглеждане на земеделски култури или добитък. С развитието на техниката, включително в области като напояване, градоустройство, строителство и транспорт, хората установяват по-добър контрол върху окръжаващата ги среда и дори умишлено изменят своите местообитания, подобрявайки условията си за живот. С развитието на търговската и транспортна инфраструктура значението на близостта на конкретни ресурси намалява и на много места тя престава да бъде фактор за ръста на популацията.
Техническото развитие дава възможност на хората да колонизират всички континенти и да се приспособят към практически всички климатични условия на Земята. През последното столетие те проникват в Антарктика, в дълбоките части на океаните и в Космоса, макар че мащабната колонизация на тези местообитания не е практически осъществима.
Тъй като рядко са нападани от други животни, хората обикновено се определят като свръххищници. Те оказват значително въздействие върху околната среда, в частност са основен фактор за Холоценското масово измиране.
С популация, наближаваща 7 милиарда души, хората са сред най-многобройните едри бозайници в света. От началото на 19 век насам човешката популация нараства почти седемкратно. През 2004 г. около 40 % от хората живеят в градове, като този дял продължава да нараства. Мнозинството от хората живеят в Азия (61 %), следвана от Америка (14 %), Африка (14 %), Европа (11 %) и Океания (0,5 %).

## Биология

### Анатомия
| Елемент  | Маса    | Дял от атомите |
| -------- | ------- | -------------- |
| Кислород | 38.8 kg | 25,5 %         |
| Въглерод | 10.9 kg | 9,5 %          |
| Водород  | 6.0 kg  | 63,0 %         |
| Азот     | 1.9 kg  | 1,4 %          |
| Други    | 2.4 kg  | 0,6 %          |

Видът на човешкото тяло варира в относително широки граници. Неговият размер се определя до голяма степен от гените, но е съществено и влиянието на фактори на средата, като режима на хранене и физическото натоварване. Средната височина на възрастния човек е около 1,5 до 1,8 m, като се наблюдават значителни регионални различия. Средната маса на възрастните хора е 61,3 – 70,5 kg за жените и 65,2 – 75,3 kg за мъжете. За разлика от повечето други примати, хората могат да се придвижват постоянно на два крака, което им дава възможност да използват ръцете си за манипулиране на различни предмети. Хората са физически по-слаби от другите примати със сходни размери – млади мъже в добра физическа форма са около три пъти по-слаби от женски орангутан.
Макар че хората имат слабо окосмяване, в сравнение с останалите примати, като космите им са концентрирани главно в горната част на главата, подмишниците и слабините, средният човек има повече космени фоликули по тялото си от средното шимпанзе. Основната разлика е в това, че човешките косми са по-къси, по-тънки и по-слабо пигментирани от тези на шимпанзето, поради което се забелязват по-трудно.
Оцветяването на кожата и космите на хората се определя от наличието на пигменти, наричани меланини. Цветът на кожата може да варира от много тъмно кафяво до много бледо розово, а на косата – от бяло през кафяво и червено до най-често срещаното черно. При косата количеството меланин намалява с напредването на възрастта, което води до постепенно посивяване и побеляване. Повечето учени смятат, че потъмняването на кожата е адаптация, насочена към защита от ултравиолетовото слънчево излъчване, но според някои съвременни изследвания целта на адаптацията е да балансира количествата на разрушаваната от ултравиолетовото излъчване фолиева киселина и образувания с нейна помощ витамин D. Оцветяването на кожата на съвременните хора е географски разслоено и като цяло е в корелация с нивото на ултравиолетово излъчване в съответния географски район. Човешката кожа може и да потъмнява при излагане на ултравиолетово излъчване.
Устройството на таза и пръстите на краката при хората се отличава от това при останалите примати, поради което хората са по-бавни на къси разстояния от повечето други животни, но са сред най-добрите бегачи на дълги разстояния. По-слабото окосмяване и по-активните потни жлези също помагат на хората да избягват прекаленото нагряване при бягане на дълги разстояния. Това дава основание да се предполага, че ловуването чрез изтощаване на плячката вероятно е успешна стратегия за прехранване на ранните хора. Издръжливостта може би е помогнала и на ранните хора в конкуренцията им с неандерталци за намиране на храна. За физически по-силните неандерталци е по-трудно да ловуват по този начин, което ги поставя в зависимост от лова на едър дивеч с кратко преследване. На промените в структурата на таза, даващи това преимущество на хората, се дължи и по-трудното и рисковано раждане. Устройството на раменете на съвременните хора дава възможност за хвърляне на оръжия, което също е много по-трудно или дори невъзможно за неандерталците.
Хората имат относително по-късо небце и много по-малки зъби от другите примати. Те са единствените примати със сравнително къси кучешки зъби. Зъбите им са гъсто разположени, а празнините от паднали зъби обикновено се затварят бързо при младите индивиди. При вида се наблюдава постепенна загуба на мъдреците, като при някои индивиди те липсват по рождение.

## Психология

### Сън
Хората са активни главно през деня, като нуждата им от сън е средно между седем и девет часа на денонощие за възрастните и девет до десет часа на денонощие за децата, като старите хора обикновено спят шест до седем часа на денонощие. За хората не е необичайно да спят и по-малко, но лишаването от сън може да има отрицателен ефект върху здравето. Известно е, че продължителното ограничаване на съня на възрастни хора до четири часа на денонощие е в корелационна връзка с промени във физиологията и умственото състояние, включително намалена памет, умора, агресия и телесен дискомфорт.
По време на спане хората сънуват. В това състояние те получават зрителни и слухови усещания в последователност, която сънуващият обикновено възприема по-скоро като участник, отколкото като наблюдател. Сънуването се стимулира от варолиевият мост и протича най-вече по време на БДО-фазата на съня.